# Ai sponge
Ai_sponge va ser un canal de Twitch i YouTube que feia servir intel·ligència artificial (IA) per generar contingut en directe i en format televisiu amb els personatges de la famosa franquícia animada de Bob Esponja. La transmissió en directe, que va començar el dia 5 de març de 2023, feia servir models 3D dels famosos personatges de Bob Esponja. Es completava la caracterització amb veus generades per la IA d'Unity i Uberduck basades en les actuacions originals del programa. Els espectadors podien demanar temes de conversa als personatges a través del servidor de Discord del canal, cosa que sovint portava a peticions polèmiques amb resultats inadequats. El 26 de juliol de 2023, ai_sponge es va suspendre oficialment degut a múltiples tocs d'atenció per drets d'autor de Paramount Global i la interrupció de les veus públiques d'Uberduck.

## Història
El canal es va crear en mig de l'èxit de Nothing, Forever, un canal de Twitch amb una sitcom generada per IA basada en Seinfeld que no s'acaba mai. El programa s'havia fet increïblement popular per la innovació que suposava i els seus clips polèmics. El canal ai_sponge també va guanyar popularitat ràpidament, aconseguint 48.000 seguidors en els seus primers 2 dies de durada abans de ser prohibit permanentment de Twitch per les situacions controversials dels personatges i les tocs d'atenció per drets d'autor. Després, el canal es va traslladar a diversos canals de YouTube durant el març i el juliol del 2023. Tot i que els canals es van prohibir repetidament, els clips de les retransmissions en directe s'han tornat virals a YouTube, Twitter i TikTok.
El dia 26 de juliol de 2023 es va anunciar al servidor de Discord ai_sponge que les retransmissions en directe oficials del programa arribarien a la seva fi i la série acabaria. UberDuck, el programari que proporcionava les veus d'ai_sponge, deixava d'oferir el servei de veu pública, cosa que va fer impossible continuar el projecte. A més, la popularitat del programa havia començat a davallar després de les interrupcions constants per problemes amb els drets d'autor i els tancaments dels canals on es retransmetia el programa.
- Nothing, Forever
- TrumporBiden2024
- Twitch juga Pokémon